# Гліома
Гліома — гетерогенна група пухлин головного мозку нейроектодермального походження. Діагностується в 60 % випадків.

## Класифікація гліом
Загальноприйнятою вважається Класифікація гліальних пухлин Всесвітньої організації охорони здоров'я.
Гліоми класифікуються за ступенем злоякісності, за гістологічним походженням, за віком маніфестації, за інвазівністю та інш.
За походженням:
- Фігури мітозів.

1. Області некрозів
2. Ядерна атипія
3. Мікропроліферація ендотелію.

За ступенем злоякісності:
1. Ознаки відсутні
2. Одинична ознака
3. Наявні три ознаки, окрім некрозу
4. Наявні три або чотири ознаки, але обов'язково наявний некроз.

## Походження гліом
Питання щодо клітин-попередників гліом на 2018 рік залишається суперечливим. Офіційно вважається[ким?], що гліома розвивається із клітин глії. Однак, окремі дослідники вважають, що гліома не може розвинутись із зрілих клітин глії (астроцитів та олігодендроцитів), а лише із повільно проліферуючих клітин (англ. still-proliferating cells), а вектор нейропрогресії визначається кількістю генетичних порушень. На схильність до захворювання на гліому впливають мутації в генах DRD5, WDR1, NOMO1, PDXDC1.

## Етіологія
Серед можливих етіологічних чинників:
- Вірусно-генетична теорія Зельбера — інтеграція геномів вірусу та здорової клітини. Провідну роль грають вірус герпесу, гепатиту, Епштейна-Бара
- Канцерогенна дія хімічних речовин та фізичних факторів.
- Дисонтогенетична теорія Конгейма — гліома виникає на стадії ембріонального розвитку.
- Мутація, внаслідок якої відбувається трансформація генома, що призводить до утворення ракової клітини.

## Клінічна картина
Клінічні симптоми схожі з симптомами інших неврологічних захворювань, зумовлені пошкодженням головного мозку та стисканням здорових ділянок пухлиною.
Головний біль — локалізація та інтенсивність больового синдрому залежать від локалізації пухлини. Може бути постійним, виникати після сну і зникати через деякий час. Біль може посилюватись під час фізичного навантаження, кашлю, після зміни положення тіла. Супроводжувати біль може блювота, оніміння шкіри, м'язова слабкість, двоїння в очах.
Судоми — парціальні або генералізовані.
Розлади зору — втрата периферичного зору або у хворих двоїться в очах.
Розлади слуху.
Запаморочення.
Рухові порушення та порушення координації.
Розлади мовлення та письма.
Гормональні порушення в разі враження гіпофізу або гіпоталамусу.
Прояви гліоми залежать від її тиску на певні ділянки мозку.

## Діагностика
Діагностика базується на зборі анамнезу, даних об'єктивного огляду, інструментальних методів дослідження, морфологічного обстеження.
Лікар-невролог звертає увагу на порушення чутливості, тонусу м'язів, виконання координаційних проб, проводить перевірку рефлексів, оцінює зміни емоційного та психологічного характеру особистості.
Електронейрографія і електроміографія допоможуть оцінити нервово-м'язовий стан.  Ехоенцефалографія вкаже на наявність вогнищевого утворення мозку.
Енцефалографія вкаже на зміну активності окремих ділянок мозку.
Магнітно-резонансная томографія, МСКТ комп’ютерна томографія, ангіографія мозкових судин з контрастом, сцинтиграфія призначаються для уточнення локалізації процесу.
Позитронно-емісійна томографія визначає швидкість неопрогресії.
З метою визначення наявності ракових клітин, показана люмбальна пункція.
Диференційну діагностику проводять з епілепсією, гематомою, абсцесом мозку,  наслідками перенесеного інсульту.

## Лікування
Показано комбіноване лікування:
- видалення гліоми хірургічним шляхом;
- хіміотерапія;
- променева терапія.

Оперативне лікування зазвичай дозволяє видалити гліому лише першого ступеня. Іноді показано превентивне (до операції)  призначення хіміопрепаратів, що підвищує ефективність операції.
Томотерапія - дає можливість регулювати інтенсивність опромінення, а також змінити кут дози опроміненн та прилеглих тканин та органів.

## Прогноз
Прогноз при гліомі несприятливий, але при повному видаленні гліоми на ранніх стадіях спостерігається 80% виживаності до 5 років після оперативного втручання.

## Профілактика
Первинна профілактика передбачає дотримання здорового способу життя  та  своєчасне регулярне проходження профілактичних оглядів з метою ранньої діагностики хвороби.
Вторинна профілактика направлена на запобігання рецидивів пухлини та базується на дотриманні всіх рекомендацій лікаря.